# Hållbarhetsredovisning
En hållbarhetsredovisning är ett sätt för en organisation, exempelvis ett företag, att redovisa sin påverkan på det omgivande samhället. Hållbarhetsredovisningen görs årligen liksom årsredovisningen. Enligt EU:s direktiv (CSRD) ska alla större företag över en viss storlek göra en hållbarhetsredovisning årligen. En del mindre företag och myndigheter gör hållbarhetsredovisningen utan att det ställs krav på det.
Hållbarhetsredovisningen utgår från de hållbarhetsaspekter som är viktiga för verksamheten och dess intressenter inom miljö, sociala aspekter och bolagsstyrning (på engelska motsvaras det av Environmental, Social, Governance som förkortas ESG). Det finns en standard för hur en hållbarhetsredovisning ska göras, den heter ESRS (European Sustainability Reporting Standards). En annan förekommande standard är GRI (Global Reporting Initiative).